# Liste der Kirchengebäude des Vatikans

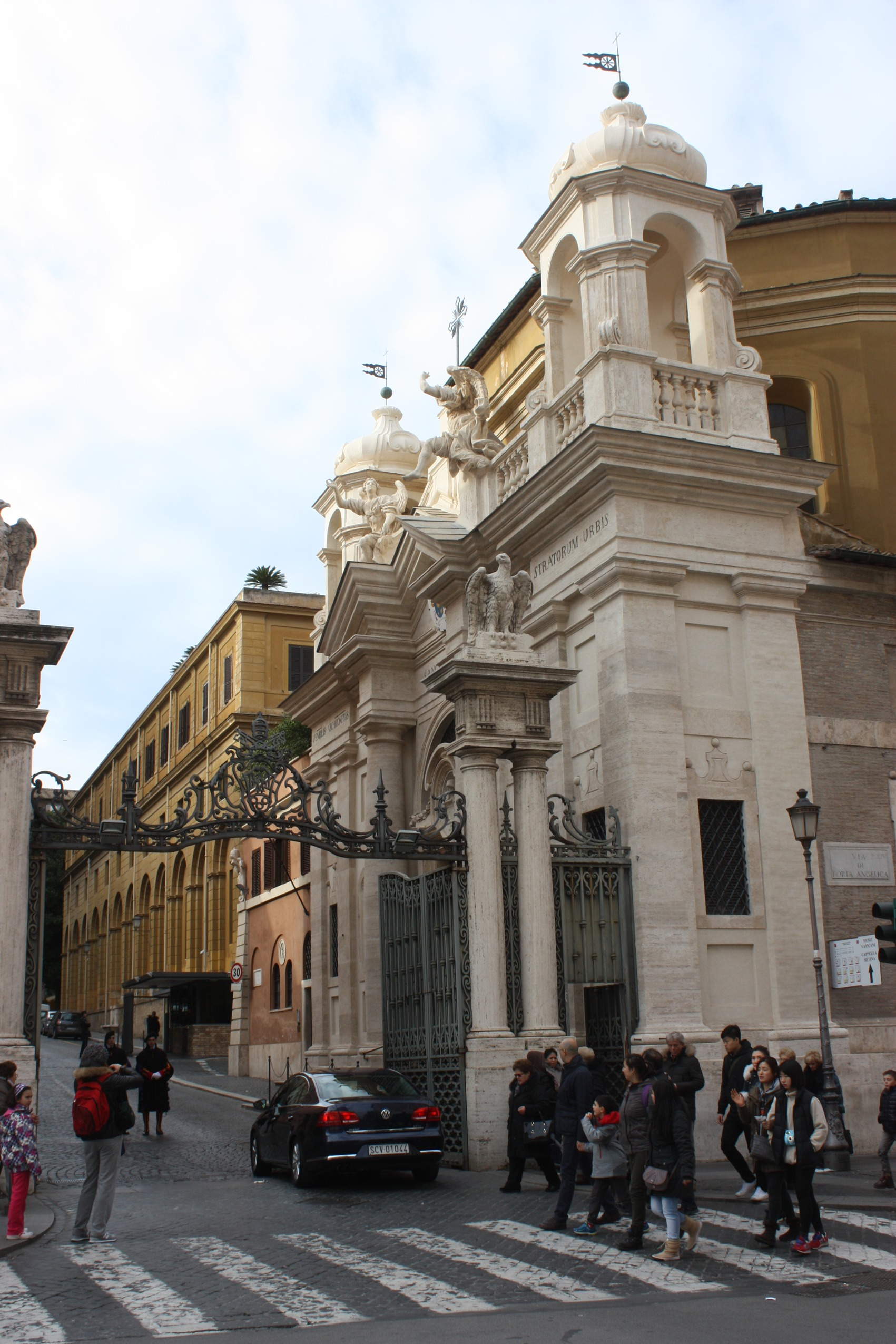
Sant’Anna dei Palafrenieri (rechts); links davon einer der Grenzübergange

Die Liste der Kirchengebäude des Vatikans zählt alle Kapellen und Kirchengebäude der Vatikanstadt auf.

## Liste
| Bezeichnung (deutsch)                                                      | Bezeichnung (lateinisch)                                                                            | Bezeichnung (italienisch) | Kurzbeschreibung                                                            | Lage                                                                        | Eröffnung                                                      | Anmerkungen                                                                               |
| -------------------------------------------------------------------------- | --------------------------------------------------------------------------------------------------- | --- | --------------------------------------------------------------------------- | --------------------------------------------------------------------------- | -------------------------------------------------------------- | ----------------------------------------------------------------------------------------- |
| Ägidius in Borgo                                                           | | Sant’Egidio in Borgo (vormals sancti Aegidii extra portam Viridariam bzw. extra portam Auream in monte Geretulo oder extra portam Viridariam in monte Geretulo) |                                                                             | Nordost zwischen Sant’Anna dei Palafrenieri und San Pellegrino in Naumachia | 13. Jh.                                                        | Patrozinium: Hl. Ägidius                                                                  |
| St. Salvator der heiligen Treppe                                           | Pontificio Santuario della Scala Santa                                                              | SS. Salvatore della Scala Santa |                                                                             | Rom (Q. I)                                                                  | 1590                                                           | exterritoriale Besitzung                                                                  |
| Lateranbasilika                                                            | Archibasilica Sanctissimi Salvatoris ac Sancti Ioannis Baptistæ et Ioannis Evangelistæ ad Lateranum | San Giovanni in Laterano | Bischofskirche (ranghöchster römisch-katholischer Kirchenbau), Pilgerkirche | Rom (Q. I)                                                                  | 1586                                                           | exterritoriale Besitzung                                                                  |
| Kapelle des hl. Märtyrers Petrus                                           | | Capella di San Pietro Martire |                                                                             | Apostolischer Palast                                                        | 1566–1570                                                      |                                                                                           |
| Nikolauskapelle                                                            | | Cappella Niccolina |                                                                             | Apostolischer Palast                                                        | 15. Jh.                                                        |                                                                                           |
| Paulinische Kapelle                                                        | | Cappella Paolina |                                                                             | Apostolischer Palast                                                        | 1539                                                           |                                                                                           |
| St. Pellegrino im Vatikan                                                  | | San Pellegrino in Vaticano | Oratorium                                                                   | Via dei Pellegrini                                                          | 8. Jh.                                                         |                                                                                           |
| St. Thomas von Villanova                                                   | | San Tommaso da Villanova |                                                                             | Piazza della Libertà, 12 in Castel Gandolfo (RM)                            | erbaut im 17. Jahrhundert nach Plänen von Gian Lorenzo Bernini | San Tommaso da Villanova                                                                  |
| Kapelle des Papstes Pius V.                                                | | Cappella di San Pio V. |                                                                             |                                                                             | 1570                                                           | Apostolischer Palast (südwestlich der Cortile di Belvedere)                               |
| Sankt Peter im Vatikan („Petersdom“)                                       | Basilica Sancti Petri / Templum Vaticanum                                                           | Basilica Papale di San Pietro in Vaticano (vormals Basilica Sancti Petri)                                                                                       |                                                                             | Basilika maior, Pilgerkirche                                                | um 324, 1626                                                   |                                                                                           |
| Sankt Paul vor den Mauern                                                  | ecclesia Sancti Pauli extra muros                                                                   | San Paolo fuori le mura / Basilica Ostiense | Basilica maior, mit Kloster                                                 | Rom (Q. X)                                                                  | 1854                                                           | exterritoriale Besitzung                                                                  |
| Groß Sankt Marien / Unsere Liebe Frau vom Schnee / hl. Maria an der Krippe | Basilica Sanctæ Mariæ Maioris                                                                       | Basilica di Santa Maria Maggiore | Basilica maior, exterritoriale Besitzung                                    | Rom (Q. I/XV)                                                               | 1743                                                           |                                                                                           |
|                                                                            | | Sant’Anna dei Palafrenieri / Sant’Anna in Vaticano | Pfarrkirche                                                                 |                                                                             | 1565                                                           |                                                                                           |
|                                                                            | | Santi Martino e Sebastiano degli Svizzeri | Kapelle der Päpstlichen Schweizergarde                                      |                                                                             | 1568                                                           |                                                                                           |
| Sixtinische Kapelle                                                        | Sacellum Sixtinum                                                                                   | Cappella Sistina |                                                                             | nördlich des Petersdoms                                                     | 1483                                                           | Wahllokal für die Wahl des Bischofs von Rom = Papst, großes Deckenfresko von Michelangelo |
|                                                                            | | Santo Stefano degli Abissini |                                                                             |                                                                             | 816/1159                                                       | südwestlich des Petersdoms, Patrozinium: Hl. Stephanus                                    |

Des Weiteren gibt es die päpstliche Privatkapelle, die sich in dessen Gemächern im dritten Obergeschoss befindet (streng privat). 1631 ließ Papst Urban VIII. eine Privatkapelle neben der „Stanza dell’Incendio di Borgo“ errichten; diese ist heute Teil der Päpstlichen Museen. Die Privatkapelle des Papstes in Castel Gandolfo (Cappella Privata del Papa di Castel Gandolfo) ist zeitweise für Besucher geöffnet.